# Austrijsko Vojvodstvo
Austrijsko vojvodstvo (njemački: Herzogtum Österreich), bilo je jedna od vazalnih domena Svetoga Rimskom Carstva od 1156. do 1453.

### Karakteristike i povijest
Ključni događaj za stvaranje Austrijskoga vojvodstva bio je privilegium minus (male slobode), dokument koji je izdao car Svetog Rimskog Carstva Fridrik I. Barbarossa - 17. rujna 1156. Heinrichu II. i njegovoj ženi Teodori i dodijelio im titulu vojvoda.
Tim činom se tadašnja Austrija preoblikovala od tadašnje marke u vojvodstvo i odvojila od Bavarskoga Vojvodstva.
Vojvodski par dobio je pravo imenovati svoje nasljednike i u slučaju da ga nemaju (libertas affectandi). 
Isto tako dobili su pravo da se nijedan sud ne može održati u njihovom vojvodstvu bez njihovog odobrenja. Jedino što se moralo poštovati u odnosu na dotadašnje vazalne vladare bilo je da mora prisustvovati skupštinama u Bavarskoj i u slučaju rata mora uskočiti u pomoć susjedima.
Prava sadržana u privilegium minusu, bila su normalna pojava, koja je prevladavala po njemačkim zemljama sredinom 12, stoljeća.
U samom početku tadašnje se Austrijsko Vojvodstvo sastojalo samo od dijelova Donje i Gornje Austrije.
Nakon izumiranja Dinastije Babenberg Austrijsko vojvodstvo je od 1246. do 1251. upalo u interregnum i bilo bez čvrstog vladara. Između 1251. – 1276. uspjeli su se nametnuti češka dinastija Přemyslovići, a nakon njih od 1276. Habsburgovci.
Rudolf IV. Habsburški koji je vladao od 1339. do 1365. proizveo je 1359. lažni "Privilegium Maius" (Veliko pismo slobode) kojim je dokazivao da je njegovo vojvodstvo uzdignuto u rang Nadvojvodstva (Erzherzogtum), ali mu je to od samog starta negirano. 
Tako da je od 1379. došlo je do podjele unutar Habsburške dinastije, koja je potrajala sve do 1665.
Falsifikat je tek 1453. konačno razotkriven, ali je tad Austrijsko Vojvodstvo postalo toliko snažno, da mu je pravo na nadvojvodstvo priznato glasanjem na skupštini.
Austrijsko Vojvodstvo je od 1452. bilo podijeljeno na četiri dijela (Viertla). Ta podjela je potrajala do 1753. kad je zamijenjena okruzima.<